# Keude Cunda
Keude Cunda is een bestuurslaag in het regentschap Lhokseumawe van de provincie Atjeh, Indonesië. Keude Cunda telt 1901 inwoners (volkstelling 2010).